# Трофаях
Трофаях (нім. Trofaiach) — місто в Австрії, у федеральній землі Штирія.
Входить до складу округу Леобен. Населення становить 11125 осіб (на 1 січня 2018 року). Займає площу 143,63 км². Офіційний код — 6 11 20.